# Chan-Chuchin-Ula

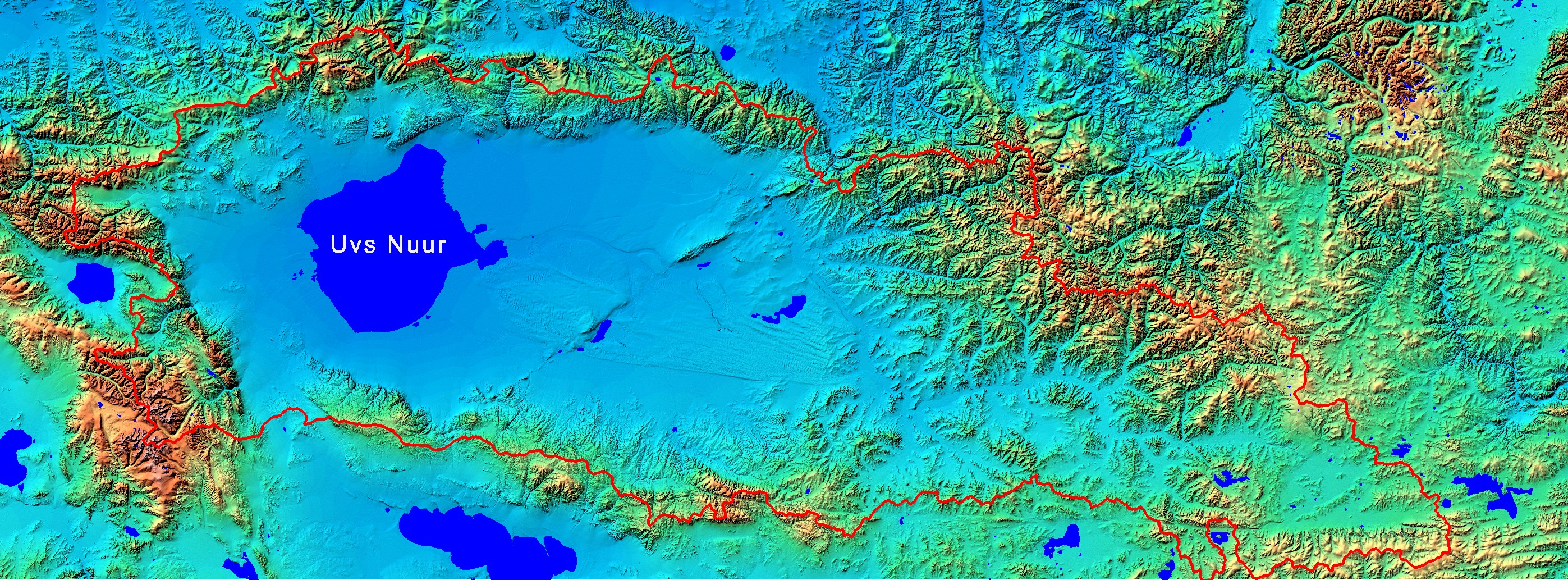
Topographische Karte des Uws-Nuur-Beckens. Im Süden erstreckt sich der Chan-Chuchin-Ula

Der Chan-Chuchin-Ula (mongolisch Хан Хөхийн нуруу; russisch Хан-Хухийн-Ула, Хан-Хухэй Chan-Chuchei) ist ein Gebirgszug im Uws-Aimag im Nordwesten der Mongolei.
Der Gebirgszug verläuft in West-Ost-Richtung über eine Länge von etwa 250 km. Dabei trennt er das nördlich gelegene Uws-Nuur-Becken von der südlich gelegenen Chjargas-Nuur-Senke. Höchste Erhebung ist der Chan-Chuchin-Orgil mit 2928 m. 
Das Gebirge besteht im nördlichen Teil hauptsächlich aus präkambrischen kristallinem Gestein sowie Granit aus dem unteren Paläozoikum. 
Im südlichen Teil dominieren Effusiv- und Sedimentgesteine. Das Gebirge weist vorherrschend flache Gipfel und steile Hänge auf. Die Bergkämme sind zum Teil vergletschert. An den Nordhängen kommen Steppenvegetation, Lärchen- und Sibirische Zirbelkiefernwälder sowie Grasflächen vor. Im Süden dominiert wüsten- und halbwüstenähnliche Vegetation.

## Berge (Auswahl)
Im Folgenden sind eine Reihe von Gipfeln entlang dem Hauptkamm des Chan-Chuchin-Ula-Gebirgszugs sortiert in West-Ost-Richtung aufgelistet:
- Altan Duulga Uul (2928 m) (⊙)